# Lucio (película documental)
Lucio, es una película documental de 2007, escrita y dirigida por Aitor Arregi Galdós y José María Goenaga que trata sobre la vida del albañil y militante anarquista Lucio Urtubia, protagonista durante décadas de varias acciones en contra del sistema capitalista entre la que destacó la estafa de decenas de millones de dólares al The First National City Bank of New York (actual Citibank) con los que financió causas anarquistas por todo el mundo.
La película estuvo nominada en la categoría de mejor documental en la XXII edición de los Premios Goya.